# 1965年戰爭損壞法令
《1965年戰爭損壞法令》（英語：War Damage Act 1965）是一項英國國會法令。該法令在著名案例——伯馬石油有限公司訴總檢察長案之後頒布，是一項十分罕見的具有追溯效力的英國法令。
該法令規定免除官方「在參與、即將參與的戰爭爆發期間、或在戰爭爆發的平靜期內，在官方進行合法的行動時，要求官方對所造成的財產被損壞或被毀壞的進行賠償」的責任。

## 歷史
1942年第二次世界大戰期間，英國軍隊破壞了緬甸油田，為了防止在其撤退後石油裝置等有關戰略性設施落入推進的大日本帝國陸軍的手中。事後，英國政府拒絕伯馬石油公司的賠償要求，引發伯馬石油有限公司訴訟。之後，上議院判政府敗訴，需支付賠償。政府為避免「伯馬石油有限公司訴總檢察長案」引發大量戰爭索償訴訟，立刻在同年修例。

## 內容
下為法令節錄內容。

第1條：
|  | 廢除普通法中對財產的特定損害或破壞申索賠償的權利 （1）任何人在普通法中都無權就在官方曾經或正在參與的戰爭期間或在考慮爆發戰爭的情況下，因官方合法作出的行為或授權而作出的行為所造成的財產損害或破壞，由官方獲得賠償（無論在本法通過之前還是之後，在聯合王國境內或境外）。 |

第2條：
|  | 短標題 本法令可被引称為《1965年戰爭損壞法令》。 |

## 議會

### 議員的質疑
由於法案一共只有兩節，且第2條只有一句話用以標示法律修正後，法令的短標題為《1965年戰爭損壞法》。因此，身為首席大法官的帕克勳爵堅決反對法案通過。
傑里米·索普在法案二讀時質疑「法令是否會拓展應用到被官方的非法行動損害到的人」，而政府保證道「法令只能應用到官方的合法行動中」。

### 表決結果
1965年3月25日，下午8:20，議會開始表決是否將議題移至法案的2a部份。結果，45人贊同，22人反對。最終，議會通過最具爭議的第1條，並將議題轉移移至法案的第2a部份。

## 結果
議會通過決議。伯馬石油有限公司訴總檢察長案由於《戰爭損壞法》的通過而宣告無效。伯馬石油有限公司無法追討賠償，緬甸也無法追討。以結論而言，英國政府省下了納稅人的錢。

## 爭議
英國民眾認為：在戰爭期間，官方和議會就放棄了憲法標準；公共資金的儲蓄似乎比補償那些受政府行為負面影響的人更重要；議會濫用其主權並在法治邊界立法；甚至立法在任何意義上都是違憲的。民眾開始對法律出現信任問題。
《1965年戰爭損壞法令》是一項當時眾所周知且備受批評的附追溯性立法行為，是根據伯馬石油有限公司訴總檢察長案的決定而製定的。伯馬石油有限公司是受破壞影響的眾多公司之一，在戰爭結束後對英國政府採取了行動。雖然他們的訴訟獲得了成功並且被認定有權獲得賠償，但《戰爭損壞法》的頒布令該訴訟結果受挫，該法案追溯性地免除了官方對合法行為造成的財產被損壞或被破壞的責任。
除非有令人信服的理由，否則不應使用具有追溯條款的法令，並且應該根據「必要性」而不是「可取性」來證明製定此類條款的權力。憲法委員會在其《2005-06年最終進展報告》的第4段中提出：「《2006年房屋公司（委託人）等法令》就是必須申請追溯的一個例子。」在例子中，新法令與普世默認的相符，因此，對追溯性立法行為的普遍厭惡性（即：缺乏法律確定性）得到緩和。如果《戰爭損壞法》沒有追溯效力，將以提高法律確定性。但相反，它旨在降低政府的補償成本，而添加了追溯性，所以出現了新法令與普世默認不符的情況，導致民眾沒有信任新法。雖然《戰爭損壞法》的結果可能對政府來說是可取的，與《2006年房屋公司（委託人）等法令》不同，法規的追溯性並不是必要的。
《戰爭損壞法》是英國政府為了繞過法院判決而立法。立法完成時，在當時英國社會，甚至於國際社會引起軒然大波。法令為了免除法律賠償開支而犧牲了憲法與法治。法律確定性、法庭的決定是維護人權的最後防線、不溯及既往原則等原則都是法治的重要精神，《戰爭損壞法》損壞了法治重要精神，導致民眾對法治出現信任問題。
《哈爾斯伯里的英格蘭和威爾士成文法》一書中指出：該行徑證明了政府不會輕易接受，對法律規限的個人財產損壞行為做出賠償，也證明了政府能夠濫用上議院修正法令的權力。

## 其他條目
- 法治
- 不溯及既往原則
- 伯馬石油有限公司訴總檢察長案

## 註腳
1. ↑  原文詳題：An Act to abolish rights at common law to compensation in respect of damage to, or destruction of, property effected by, or on the authority of, the Crown during, or in contemplation of the outbreak of, war.
2. ↑  由於普通法的遵循先例原則，法院會按照該案判定後續的同類案件。由於政府敗訴，所以後續同類訴訟發生時，法院也會判政府需要賠償。
3. ↑  第1條標題的英語原文：Abolition of rights at common law to compensation for certain damage to, or, destruction of, property.
4. ↑  第1條的英語原文：(1)  No person shall be entitled at common law to receive from the Crown compensation in respect of damage to, or destruction of, property caused (whether before or after the passing of this Act, within or outside the United Kingdom) by acts lawfully done by, or on the authority of, the Crown during, or in contemplation of the outbreak of, a war in which the Sovereign was, or is, engaged.
5. ↑  第2條標題的英語原文：Short title.
6. ↑  第2條的英語原文：This Act may be cited as the War Damage Act 1965.